# Wereldbeker schaatsen 2008/2009 - Wereldbeker 1 - 1500 meter mannen
De eerste van 6 wedstrijden voor de wereldbeker schaatsen 1500 meter werd gehouden op 8 november 2008 in Berlijn.

## Uitslag A-divisie
| rang   | schaatser                | tijd    | punten |
| ------ | ------------------------ | ------- | ------ |
| Goud   | Sven Kramer              | 1.45,69 | 100    |
| Zilver | Erben Wennemars          | 1.45,85 | 80     |
| Brons  | Simon Kuipers            | 1.45,95 | 70     |
| 4      | Mark Tuitert             | 1.46,04 | 60     |
| 5      | Shani Davis              | 1.46,27 | 50     |
| 6      | Håvard Bøkko             | 1.46,52 | 45     |
| 7      | Chad Hedrick             | 1.46,53 | 40     |
| 8      | Denny Morrison           | 1.46,59 | 36     |
| 9      | Jevgeni Lalenkov         | 1.46,79 | 32     |
| 10     | Stefan Groothuis         | 1.46,93 | 28     |
| 11     | Trevor Marsicano         | 1.46,97 | 24     |
| 12     | Lucas Makowsky           | 1.48,37 | 21     |
| 13     | Enrico Fabris            | 1.48,49 | 18     |
| 14     | Konrad Niedźwiedzki      | 1.48,52 | 16     |
| 15     | Christoffer Rukke        | 1.48,71 | 14     |
| 16     | François Olivier Roberge | 1.48,71 | 12     |
| 17     | Tobias Schneider         | 1.48,92 | 10     |
| 18     | Mikael Flygind-Larsen    | 1.49,07 | 8      |
| 19     | Robert Lehmann           | 1.49,14 | 6      |
| 20     | Samuel Schwarz           | 1.49,15 | 5      |
| 21     | Steven Elm               | 1.49,89 | 4      |
| 22     | Dmitri Babenko           | 1.50,59 | 3      |
| 23     | Timofey Skopin           | 1.50,94 | 2      |
| 24     | Aleksey Yesin            | 1.51,13 | 1      |

## Loting
| rit | binnenbaan               | buitenbaan          |
| --- | ------------------------ | ------------------- |
| 1   | Tobias Schneider         | Robert Lehmann      |
| 2   | Timofey Skopin           | Trevor Marsicano    |
| 3   | François Olivier Roberge | Stefan Groothuis    |
| 4   | Samuel Schwarz           | Dmitri Babenko      |
| 5   | Mikael Flygind-Larsen    | Konrad Niedźwiedzki |
| 6   | Lucas Makowsky           | Christoffer Rukke   |
| 7   | Erben Wennemars          | Jevgeni Lalenkov    |
| 8   | Håvard Bøkko             | Chad Hedrick        |
| 9   | Aleksey Yesin            | Steven Elm          |
| 10  | Simon Kuipers            | Sven Kramer         |
| 11  | Denny Morrison           | Mark Tuitert        |
| 12  | Enrico Fabris            | Shani Davis         |

## Top 10 B-divisie
| rang | schaatser         | tijd    | punten |
| ---- | ----------------- | ------- | ------ |
| 1    | Teruhiro Sugimori | 1.48,49 | 25     |
| 2    | Daniel Friberg    | 1.48,89 | 19     |
| 3    | Lee Jong-Woo      | 1.49,11 | 15     |
| 4    | Jörg Dallmann     | 1.49,19 | 11     |
| 5    | Mo Tae-Bum        | 1.49,94 | 8      |
| 6    | Xingyu Song       | 1.50,08 | 6      |
| 7    | Hiroki Hirako     | 1.50,16 | 4      |
| 8    | Aleksandr Lebedev | 1.50,36 | 2      |
| 9    | Matteo Anesi      | 1.50,52 | 1      |
| 10   | Sang-Yeop Yeo     | 1.50,60 | 0      |